# Кудашов, Артём Алексеевич
Артём Алексеевич Кудашов (род. 10 января 2005, Москва) — российский хоккеист, Защитник.

## Биография
Сын хоккеиста и тренера Алексея Кудашова.
Начинал заниматься хоккеем в школе московского «Динамо» на позиции нападающего. Затем играл в ЦСКА, «Локомотиве» (где стал защитнком), СКА. В «Локомотиве» и СКА был в то время, когда команды возглавлял отец. В 2021 году вместе с отцом вернулся в «Динамо», стал играть за молодёжную команду в МХЛ. С сезона 2023/24 стал выступать в КХЛ.